# William B. Washburn
William Barrett Washburn (31 de Janeiro de 1820 – 5 de Outubro de 1887) foi um político e empresário americano de Massachusetts. Washburn exerceu vários mandatos na Câmara dos Representantes dos Estados Unidos (1863 até 1871) e como o 28º Governador de Massachusetts de 1872 até 1874, quando venceu a eleição para o Senado dos Estados Unidos em uma eleição especial para suceder ao recém-falecido Charles Sumner. Sendo um Republicano moderado, Washburn apoiou apenas em parte a agenda Republicana Radical durante a Guerra Civil Americana e a Era da Reconstrução que se seguiu.
Formado em Yale, Washburn apostou no sucesso comercial inicial na fabricação de móveis em bancos e ferrovias, com sede na cidade de Greenfield, no vale do Rio Connecticut. Foi um dos principais defensores de uma ferrovia no norte e no oeste de Massachusetts, na direção do conselho da Ferrovia do Rio Connecticut por muitos anos e desempenhando um papel de supervisão na construção do túnel Hoosac. Foi descrito como um "deus do Rio Connecticut" nos dias de hoje por causa de seu papel como um dos principais empresários e políticos da região.

## Primeiros anos
William Barrett Washburn nasceu no dia 31 de Janeiro de 1820 em Winchendon, Massachusetts, filho de Asa e Phoebe (Whitney) Washburn. Seu pai era chapeleiro de uma família com grandes raízes coloniais; Emory Washburn, que era Governador de Massachusetts em 1854, era um primo distante. Asa Washburn morreu em 1823.
Washburn formou-se nas escolas de Hancock e Westminster e depois frequentou a Yale College, graduando-se em 1844. Era membro da Sociedade Skull and Bones. Foi contratado como balconista de 1844 até 1847 nos negócios de seu tio em Orange. Criou uma fábrica de cadeiras em Erving, operando-a de 1847 até 1857 e apostando um investimento de 10.000 dólares (valendo 270.000 dólares em 2018) em um negócio de produtos de madeira cuja produção anual excedia os 150.000 dólares (4.030.000 dólares). Em 1849, co-fundou a Franklin County Trust Company, cuja direção esteve até 1858. Mudou-se para Greenfield em 1857, onde foi eleito presidente do Greenfield Bank (mais tarde o Primeiro Banco Nacional), cargo que ocuparia pelo resto da vida.
Em 1847, Washburn casou-se com Hannah Sweetser, de Athol; o casal teve seis filhos, com quatro sobrevivendo até a idade adulta.

## Carreira política
Washburn venceu a eleição para o Senado de Massachusetts em 1850 e exerceu dois anos na Câmara dos Representantes de Massachusetts de 1853 até 1855. Suas eleições para a legislatura estadual foram apoiadas pelos defensores do Túnel Hoosac. Em 1862, Washburn candidatou-se ao Congresso como Republicano, vencendo as eleições para o 38º Congresso contra nenhuma oposição. Foi reeleito quatro vezes, vencendo sempre por amplas margens. Era visto como relativamente moderado, em comparação com a maioria da delegação dos Republicanos Radicais de Massachusetts. Exerceu como presidente da Comissão de Reivindicações durante o 41º Congresso.
Em 1871, Washburn candidatou-se como Governador de Massachusetts. O Partido Republicano era então dominante na política do estado e vários políticos conhecidos disputavam a candidatura do partido para substituir o ex-Governador William Claflin. O mais proeminente foi o ex-Congressista e general da Guerra Civil Americana Benjamin F. Butler, que não era apreciado pelo establishment fiscalmente conservador Republicano do estado por seu apoio à emissão contínua de dólares (moeda não lastreada em prata ou ouro) e que usava frequentemente táticas populistas para perturbar os procedimentos da convenção. Os oponentes de Butler acabaram unindo-se com Washburn para dar-lhe a indicação e venceu a eleição geral com uma margem de 13.000 votos sobre John Quincy Adams II e um candidato trabalhista. Foi reeleito para novos mandatos em 1872 e 1873, o ex-Governador apesar da dissensão na hierarquia Republicana que resultaram na divisão do Partido Republicano Liberal, colocou Francis W. Bird na área. A convenção de 1873 foi particularmente afetada pelas ações dos apoiadores de Butler, mas Washburn venceu e foi novamente reeleito facilmente. As três vitórias de Washburn sobre Butler nessas convenções representaram um mau momento na carreira deste último.
O principal evento de 1872, durante o mandato de Washburn como governador, foi o Grande Incêndio de Boston, em 1872, que destruiu 26 hectares de imóveis comerciais de primeira classe na cidade no dia 9 de Novembro. A câmara foi convocada para uma sessão especial para permitir o fornecimento de assistência do estado. As medidas aprovadas incluíam um projeto de lei que simplifica o estabelecimento de companhias de seguros, já que várias foram à falência pelo incêndio e um projeto de lei que autoriza a cidade a emitir títulos para acelerar o esforço de reconstrução. 1873 trouxe uma nova rodada de financiamento do estado no valor de 200.000 dólares para financiaro acabamento final do Túnel Hoosac, um endurecimento das leis estaduais de proibição de álcool e a criação de uma nova prisão em Concord e um hospital psiquiátrico em Salem. Em 1874, Washburn assinou uma lei criando um reformatório para mulheres. Embora Washburn apoiasse o sufrágio feminino, o assunto não foi seriamente considerado pelo legislador durante seu mandato. Também apoiou a legislação que reformava as leis estaduais de trabalho e educação infantil, amplamente desprezadas. Opôs-se à promulgação de uma lei trabalhista limitando o trabalho a dez horas por dia, assunto de agitação trabalhista regular durante seu mandato.
Quando o senador americano Charles Sumner morreu em Março de 1874, o senado do estado, que então escolheu os senadores americanos, reuniu-se para escolher seu substituto. Após um longo e contencioso debate envolvendo 33 votos, Washburn foi escolhido para suceder Sumner como um candidato de compromisso sério aceitável pelos apoiadores de Henry L. Dawes e George F. Hoar. Washburn então renunciou ao governo, deixando o Vice-Governador Thomas Talbot como Governador Interino. Washburn exerceu do dia 17 de Abril de 1874 até o final do mandato no dia 3 de Março de 1875 e recusou-se a concorrer à reeleição.

## Outras atividades
Pouco tempo depois de deixar o governo, Washburn foi nomeado para uma comissão do estado criada para investigar as finanças e operações do Túnel Hoosac, cuja construção, inicialmente estimada em 2 milhões de dólares (60.000.000 de dólares), custou mais de 14 milhões de dólares (320.000.000 de dólares) e o financiamento e envolvimento do estado para concluir. Esta comissão apresentou seu relatório à câmara em 1875.
Washburn exerceu várias vezes como administrador da Yale, do Massachusetts Agricultural College (hoje UMass Amherst), do Amherst College e do Smith College, cuja Washburn House ele financiou. A Universidade Harvard concedeu-lhe um diploma em direito em 1872. Era membro de várias sociedades missionárias, que eram os principais beneficiários de seu patrimônio. Foi um doador da Biblioteca Pública Greenfield, financiando a construção de seu primeiro edifício e dotando-o de fundos. Washburn morreu em Springfield, Massachusetts, no dia 5 de Outubro de 1887, enquanto participava de uma sessão do Comitê de Comissários para Missões Estrangeiras (CCME), da qual era membro. Foi sepultado no Cemitério Green River, em Greenfield.